# 원창 위성발사센터

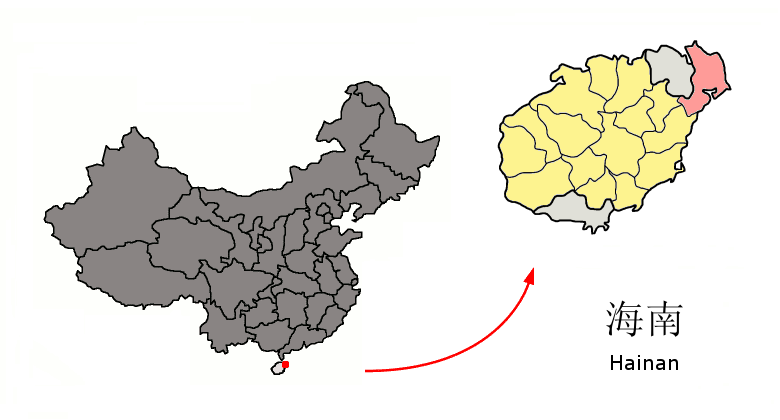

원창 위성발사센터(중국어: 文昌卫星发射中心/文昌衛星發射中心 Wénchāng Wèixīng Fāshè Zhōngxīn[*], 영어: Wenchang Satellite Launch Center, WSLC)는 중국의 하이난성 원창 용루진에 위치한 우주공항이다. GPS 좌표는 북위 19° 37′ 01″ 동경 110° 44′ 38″ / 북위 19.617°  동경 110.744° .
원래는 궤도(orbital) 발사장이 아니라 준궤도(suborbital) 발사장이었는데, 업그레이드 되었다. 중국의 4번째 우주공항이다. 앞으로는 창정 5호 로켓도 발사할 수 있게 될 것이다.

## 발사대
- 3개의 발사대가 설치되어 있다.

## 같이 보기
- 시창위성발사센터